# Juventude Socialista
A Juventude Socialista (JS) é uma organização política de centro-esquerda, que surge como juventude partidária do Partido Socialista.
Apresenta-se como corrente política de um projeto progressista de transformação social, centrado nos valores da Igualdade, da Solidariedade e da Liberdade.
Está integrada, política e ideologicamente, no socialismo democrático e na social-democracia. É constituída por jovens com mais de 14 e menos de 30 anos, portugueses ou residentes em Portugal. Atualmente esta organização é dirigida por Sofia Pereira, eleita no XXIV Congresso Nacional da JS.
Sendo uma organização de jovens portugueses que participam na plataforma política aprovada em Congresso, com a Declaração de Princípios e Programa do Partido Socialista, com o objectivo da construir uma sociedade mais justa e solidária em Portugal.
A Juventude Socialista é uma organização política de jovens que pugna pela implementação dos valores do socialismo democrático, da social-democracia e da República, visando uma sociedade mais livre, justa e solidária, de acordo com os princípios de respeito pela dignidade da pessoa humana, do pluralismo de expressão e da democracia.
- A Juventude Socialista empenha‐se na correção das desigualdades sociais, através da execução de uma plataforma política que promova a integração dos indivíduos na comunidade em que se inserem, independentemente da sua ascendência, género, idade, etnia, orientação sexual, idioma, território de origem, religião, convicções políticas, filosóficas ou ideológicas, instrução ou situação económica;
- A acção da Juventude Socialista visa a internacionalização do socialismo democrático e da social-democracia;
- A Juventude Socialista contribui para a solução pacífica de quaisquer conflitos internacionais, bem como para a salvaguarda do direito da autodeterminação de todos os povos;
- A Juventude Socialista condena e combate o recurso a qualquer forma de agressão armada ou de prática terrorista, independentemente da sua sustentação ideológica ou política;
- A Juventude Socialista compromete‐se com a construção de uma União Europeia que assuma internacionalmente os valores e princípios democráticos pelos quais se norteiam os povos da Europa e a República Portuguesa;
- A Juventude Socialista pretende contribuir para a formação, participação e representação dos jovens portugueses na vida política e no ativismo progressista.[6]

Composta por jovens que se afirmam insatisfeitos com as injustiças do mundo em que vivem, esta organização defende uma sociedade livre de opressão, de desigualdades e de pobreza, que respeite o progresso. 
Lutam por um país onde o desenvolvimento é sustentável e que, portanto, protege o ambiente. Pretende uma sociedade próspera e culturalmente avançada, capaz de assegurar educação e cuidados de saúde de qualidade, protecção social e emprego com direitos. A Juventude Socialista é internacionalista e defensora da paz.
É por esta razão que a intervenção política desta organização passa pela procura e pela defesa de soluções realistas para um mundo marcado pela desigualdade, pobreza e guerra.

## História

### Congressos Nacionais da Juventude Socialista
| #     | Localidade        | Dias                         |
| ----- | ----------------- | ---------------------------- |
| I     | Costa da Caparica | 15 e 16 de Fevereiro de 1975 |
| II    | Olivais           | 12 a 14 de Novembro de 1976  |
| III   | Tróia             | 1 a 3 de Dezembro de 1978    |
| IV    | Vila do Conde     | 9 a 11 de Janeiro de 1981    |
| V     | Tróia             | 3 a 5 de Fevereiro de 1984   |
| VI    | Tróia             | 13 a 15 de Fevereiro de 1987 |
| VII   | Tróia             | 28 e 29 de Abril de 1990     |
| VIII  | Tróia             | 14 e 15 de Dezembro de 1991  |
| IX    | Figueira da Foz   | 4 a 6 de Março de 1994       |
| X     | Figueira da Foz   | 18 e 19 de Maio de 1996      |
| XI    | Portimão          | 15 a 17 de Maio de 1998      |
| XII   | Espinho           | 12 a 14 de Maio de 2000      |
| XIII  | Figueira da Foz   | 21 e 22 de Junho de 2002     |
| XIV   | Guimarães         | 16 a 18 de Julho de 2004     |
| XV    | Guarda            | 14 a 16 de Julho de 2006     |
| XVI   | Porto             | 18 a 20 de Julho de 2008     |
| XVII  | Lisboa            | 16 a 18 de Julho de 2010     |
| XVIII | Viseu             | 2 a 4 de Novembro de 2012    |
| XIX   | Tróia             | 28 a 30 de Novembro de 2014  |
| XX    | Póvoa de Varzim   | 16 a 18 de Dezembro de 2016  |
| XXI   | Almada            | 14 a 16 de Dezembro de 2018  |
| XXII  | Leiria (online)   | 11 a 13 de Dezembro de 2020  |
| XXIII | Braga             | 16 a 18 de Dezembro de 2022  |
| XXIV  | Nazaré            | 13 a 15 de Dezembro de 2024  |

### JS Summerfest
O JS SummerFest é o acampamento nacional da Juventude Socialista, que conta com a participação de militantes e simpatizantes de todos os pontos do país. O SummerFest realiza-se em Santa Cruz, no concelho de Torres Vedras, no local onde anteriormente se realizaram os JS SummerFest (em 2009, 2011, 2013, 2015, 2017, 2019, 2022, 2024) e o Yes Summer Camp (em 2015 e 2024), organizado conjuntamente com a Young European Socialists (YES), que em 2005 realizou em Figueira da Foz um YES Summer Camp.
| #  | Ano  | Local                     | Designação                    |
| -- | ---- | ------------------------- | ----------------------------- |
| 0  | 2005 | Figueira da Foz           | YES Summer camp               |
| 1  | 2009 | Santa Cruz, Torres Vedras | JS Summerfest                 |
| 2  | 2011 | Santa Cruz, Torres Vedras | JS Summerfest                 |
| 3  | 2013 | Santa Cruz, Torres Vedras | JS Summerfest                 |
| 7  | 2015 | Santa Cruz, Torres Vedras | JS Summerfest YES Summer camp |
| 8  | 2017 | Santa Cruz, Torres Vedras | JS Summerfest                 |
| 9  | 2019 | Santa Cruz, Torres Vedras | JS Summerfest                 |
| 10 | 2022 | Santa Cruz, Torres Vedras | JS Summerfest                 |
| 11 | 2024 | Santa Cruz, Torres Vedras | JS Summerfest YES Summer camp |

### Secretários-Gerais
| #   | Mandato         | Presidente                | Nome da Moção de Estrategia                          |
| --- | --------------- | ------------------------- | ---------------------------------------------------- |
| 1°  | 1974 - 1978     | Alberto Arons de Carvalho |                                                      |
| 2°  | 1978 - 1981     | José Leitão               | Socialismo Democrático e Autogestionário             |
| 3°  | 1981 - 1984     | Margarida Marques         | Uma JS Autónoma e Dinâmica                           |
| 4°  | 1984 - 1990     | José Apolinário           | Virar o Vento, Mudar a Sorte – A Esperança que Resta |
| 5°  | 1990 - 1994     | António José Seguro       | Vamos Fazer os Dias Diferentes                       |
| 5°  | 1990 - 1994     | António José Seguro       | Pelos Nossos Próprios Passos                         |
| 6°  | 1994 - 2000     | Sérgio Sousa Pinto        |                                                      |
| 6°  | 1994 - 2000     | Sérgio Sousa Pinto        | Por Uma Sociedade de Oportunidades                   |
| 7°  | 2000 - 2004     | Jamila Madeira            | Uma Nova Geração de Cidadãos                         |
| 7°  | 2000 - 2004     | Jamila Madeira            | Ganhar o Futuro com a Melhor Geração                 |
| 8°  | 2004 - 2008     | Pedro Nuno Santos         | Uma JS                                               |
| 8°  | 2004 - 2008     | Pedro Nuno Santos         | Uma jota socialista                                  |
| 9°  | 2008 - 2010     | Duarte Cordeiro           | Agir por + igualdade                                 |
| 10° | 2010 - 2012     | Pedro Delgado Alves       | Transformar à Esquerda                               |
| 11° | 2012 - 2014     | João Torres               | Ninguém fica para Trás - Juventude em Proximidade    |
| 11° | 2014 - 2016     | João Torres               | À Frente do nosso Tempo - Juventude em Proximidade   |
| 12° | 2016 - 2018     | Ivan Gonçalves            | Do Lado Certo da História - Um Futuro com Direitos   |
| 13° | 2018 - 2020     | Maria Begonha             | Razões de Esquerda                                   |
| 14° | 2020 - 2024     | Miguel Costa Matos        | Tempo de Agir!                                       |
| 15° | 2024 - presente | Sofia Pereira             | É a hora!                                            |

## Federações e Concelhias
A JS atua localmente, através das suas estruturas Concelhias. Estas, por seu turno, organizam-se em 21 Federações Distritais e Regionais.
| Federação                  | Federação                              | Sede             | Presidente de Federação   | Concelhias            | Presidente de Concelhia |
| -------------------------- | -------------------------------------- | ---------------- | ------------------------- | --------------------- | ----------------------- |
|                            | Federação dos Açores                   | Ponta Delgada    | Vilson Gomes              | Angra do Heroísmo     |                         |
| Calheta                    | Federação dos Açores                   | Ponta Delgada    | Vilson Gomes              |                       |                         |
| Corvo                      | Federação dos Açores                   | Ponta Delgada    | Vilson Gomes              |                       |                         |
| Horta                      | Federação dos Açores                   | Ponta Delgada    | Vilson Gomes              |                       |                         |
| Lagoa                      | Federação dos Açores                   | Ponta Delgada    | Vilson Gomes              |                       |                         |
| Lajes das Flores           | Federação dos Açores                   | Ponta Delgada    | Vilson Gomes              |                       |                         |
| Lajes do Pico              | Federação dos Açores                   | Ponta Delgada    | Vilson Gomes              |                       |                         |
| Madalena                   | Federação dos Açores                   | Ponta Delgada    | Vilson Gomes              |                       |                         |
| Nordeste                   | Federação dos Açores                   | Ponta Delgada    | Vilson Gomes              |                       |                         |
| Ponta Delgada              | Federação dos Açores                   | Ponta Delgada    | Vilson Gomes              |                       |                         |
| Povoação                   | Federação dos Açores                   | Ponta Delgada    | Vilson Gomes              |                       |                         |
| Praia da Vitória           | Federação dos Açores                   | Ponta Delgada    | Vilson Gomes              |                       |                         |
| Ribeira Grande             | Federação dos Açores                   | Ponta Delgada    | Vilson Gomes              |                       |                         |
| Santa Cruz da Graciosa     | Federação dos Açores                   | Ponta Delgada    | Vilson Gomes              |                       |                         |
| Santa Cruz das Flores      | Federação dos Açores                   | Ponta Delgada    | Vilson Gomes              |                       |                         |
| São Roque do Pico          | Federação dos Açores                   | Ponta Delgada    | Vilson Gomes              |                       |                         |
| Velas                      | Federação dos Açores                   | Ponta Delgada    | Vilson Gomes              |                       |                         |
| Vila do Porto              | Federação dos Açores                   | Ponta Delgada    | Vilson Gomes              |                       |                         |
| Vila Franca do Campo       | Federação dos Açores                   | Ponta Delgada    | Vilson Gomes              |                       |                         |
|                            | Federação do Algarve                   | Faro             | Andreia Sousa             | Albufeira             | -                       |
| Alcoutim                   | Federação do Algarve                   | Faro             | Andreia Sousa             | -                     |                         |
| Aljezur                    | Federação do Algarve                   | Faro             | Andreia Sousa             | Margarida Carvalho    |                         |
| Castro Marim               | Federação do Algarve                   | Faro             | Andreia Sousa             | -                     |                         |
| Faro                       | Federação do Algarve                   | Faro             | Andreia Sousa             | -                     |                         |
| Lagoa                      | Federação do Algarve                   | Faro             | Andreia Sousa             | João Gonçalves        |                         |
| Lagos                      | Federação do Algarve                   | Faro             | Andreia Sousa             | Alexandre Albuquerque |                         |
| Loulé                      | Federação do Algarve                   | Faro             | Andreia Sousa             | José Nascimento       |                         |
| Monchique                  | Federação do Algarve                   | Faro             | Andreia Sousa             | -                     |                         |
| Olhão                      | Federação do Algarve                   | Faro             | Andreia Sousa             | Silvia Shulzhyk       |                         |
| Portimão                   | Federação do Algarve                   | Faro             | Andreia Sousa             | Henrique Tiago        |                         |
| São Brás de Alportel       | Federação do Algarve                   | Faro             | Andreia Sousa             | -                     |                         |
| Silves                     | Federação do Algarve                   | Faro             | Andreia Sousa             | Miguel Correia        |                         |
| Tavira                     | Federação do Algarve                   | Faro             | Andreia Sousa             | -                     |                         |
| Vila do Bispo              | Federação do Algarve                   | Faro             | Andreia Sousa             | -                     |                         |
| Vila Real de Santo António | Federação do Algarve                   | Faro             | Andreia Sousa             | Fausto Arquilino      |                         |
|                            | Federação de Alto Minho                | Viana do Castelo | Cláudia Gomes Moreira     | Viana do Castelo      | Rafaela Gonçalves       |
| Ponte de Lima              | Federação de Alto Minho                | Viana do Castelo | Cláudia Gomes Moreira     | -                     |                         |
| Arcos de Valdevez          | Federação de Alto Minho                | Viana do Castelo | Cláudia Gomes Moreira     | -                     |                         |
| Monção                     | Federação de Alto Minho                | Viana do Castelo | Cláudia Gomes Moreira     | -                     |                         |
| Caminha                    | Federação de Alto Minho                | Viana do Castelo | Cláudia Gomes Moreira     | -                     |                         |
| Valença                    | Federação de Alto Minho                | Viana do Castelo | Cláudia Gomes Moreira     | -                     |                         |
| Ponte da Barca             | Federação de Alto Minho                | Viana do Castelo | Cláudia Gomes Moreira     | José Machado          |                         |
| Vila Nova de Cerveira      | Federação de Alto Minho                | Viana do Castelo | Cláudia Gomes Moreira     | -                     |                         |
| Paredes de Coura           | Federação de Alto Minho                | Viana do Castelo | Cláudia Gomes Moreira     | -                     |                         |
| Melgaço                    | Federação de Alto Minho                | Viana do Castelo | Cláudia Gomes Moreira     | -                     |                         |
|                            | Federação Área Urbana de Lisboa (FAUL) | Lisboa           | Manuel Neves              | Amadora               | Tiago Prada             |
| Arruda dos Vinhos          | Federação Área Urbana de Lisboa (FAUL) | Lisboa           | Manuel Neves              | Pedro Fernades        |                         |
| Azambuja                   | Federação Área Urbana de Lisboa (FAUL) | Lisboa           | Manuel Neves              | Gonçalo Simões        |                         |
| Cascais                    | Federação Área Urbana de Lisboa (FAUL) | Lisboa           | Manuel Neves              | Vasco Prada           |                         |
| Lisboa                     | Federação Área Urbana de Lisboa (FAUL) | Lisboa           | Manuel Neves              | João Pereira          |                         |
| Loures                     | Federação Área Urbana de Lisboa (FAUL) | Lisboa           | Manuel Neves              | Algmar Salomão        |                         |
| Mafra                      | Federação Área Urbana de Lisboa (FAUL) | Lisboa           | Manuel Neves              | Rúben Silva           |                         |
| Odivelas                   | Federação Área Urbana de Lisboa (FAUL) | Lisboa           | Manuel Neves              | Rodrigo Prinzo        |                         |
| Oeiras                     | Federação Área Urbana de Lisboa (FAUL) | Lisboa           | Manuel Neves              | João Gameiro          |                         |
| Sintra                     | Federação Área Urbana de Lisboa (FAUL) | Lisboa           | Manuel Neves              | Bianca Zepa           |                         |
| Vila Franca de Xira        | Federação Área Urbana de Lisboa (FAUL) | Lisboa           | Manuel Neves              | Joel Correia          |                         |
|                            | Federação de Aveiro                    | Aveiro           | João Costa                | Águeda                | José Marques            |
| Albergaria-a-Velha         | Federação de Aveiro                    | Aveiro           | João Costa                | -                     |                         |
| Anadia                     | Federação de Aveiro                    | Aveiro           | João Costa                | -                     |                         |
| Arouca                     | Federação de Aveiro                    | Aveiro           | João Costa                | Fábio Barbosa         |                         |
| Aveiro                     | Federação de Aveiro                    | Aveiro           | João Costa                | João Sarmento         |                         |
| Castelo de Paiva           | Federação de Aveiro                    | Aveiro           | João Costa                | -                     |                         |
| Espinho                    | Federação de Aveiro                    | Aveiro           | João Costa                | Francisco Rodrigues   |                         |
| Estarreja                  | Federação de Aveiro                    | Aveiro           | João Costa                | Bruno Pires           |                         |
| Ílhavo                     | Federação de Aveiro                    | Aveiro           | João Costa                | Simão Mariano         |                         |
| Mealhada                   | Federação de Aveiro                    | Aveiro           | João Costa                | Rúben Fernades        |                         |
| Murtosa                    | Federação de Aveiro                    | Aveiro           | João Costa                | -                     |                         |
| Oliveira de Azeméis        | Federação de Aveiro                    | Aveiro           | João Costa                | Vasco Alves           |                         |
| Oliveira do Bairro         | Federação de Aveiro                    | Aveiro           | João Costa                | Carolina Ribeiro      |                         |
| Ovar                       | Federação de Aveiro                    | Aveiro           | João Costa                | Vanessa Lopez         |                         |
| Santa Maria da Feira       | Federação de Aveiro                    | Aveiro           | João Costa                | Stelina Oliveira      |                         |
| São João da Madeira        | Federação de Aveiro                    | Aveiro           | João Costa                | Afonso Alves          |                         |
| Sever do Vouga             | Federação de Aveiro                    | Aveiro           | João Costa                | Rafael Bastos         |                         |
| Vagos                      | Federação de Aveiro                    | Aveiro           | João Costa                | -                     |                         |
| Vale de Cambra             | Federação de Aveiro                    | Aveiro           | João Costa                | -                     |                         |
|                            | Federação do Baixo Alentejo            | Beja             | Afonso Domingues          | Aljustrel             | Margarida Mestre        |
| Almodôvar                  | Federação do Baixo Alentejo            | Beja             | Afonso Domingues          | Sandrine Casemiro     |                         |
| Alvito                     | Federação do Baixo Alentejo            | Beja             | Afonso Domingues          | -                     |                         |
| Barrancos                  | Federação do Baixo Alentejo            | Beja             | Afonso Domingues          | -                     |                         |
| Beja                       | Federação do Baixo Alentejo            | Beja             | Afonso Domingues          | Rodrigo Guerreiro     |                         |
| Castro Verde               | Federação do Baixo Alentejo            | Beja             | Afonso Domingues          | -                     |                         |
| Cuba                       | Federação do Baixo Alentejo            | Beja             | Afonso Domingues          | -                     |                         |
| Ferreira do Alentejo       | Federação do Baixo Alentejo            | Beja             | Afonso Domingues          | Beatriz Carias        |                         |
| Mértola                    | Federação do Baixo Alentejo            | Beja             | Afonso Domingues          | Ana Carrasco          |                         |
| Moura                      | Federação do Baixo Alentejo            | Beja             | Afonso Domingues          | -                     |                         |
| Odemira                    | Federação do Baixo Alentejo            | Beja             | Afonso Domingues          | -                     |                         |
| Ourique                    | Federação do Baixo Alentejo            | Beja             | Afonso Domingues          | -                     |                         |
| Serpa                      | Federação do Baixo Alentejo            | Beja             | Afonso Domingues          | -                     |                         |
| Vidigueira                 | Federação do Baixo Alentejo            | Beja             | Afonso Domingues          | -                     |                         |
|                            | Federação de Braga                     | Braga            | Hugo Teixeira             | Amares                | Gabriela Martins        |
| Barcelos                   | Federação de Braga                     | Braga            | Hugo Teixeira             | Isabel Costa          |                         |
| Braga                      | Federação de Braga                     | Braga            | Hugo Teixeira             | Inês Rodrigues        |                         |
| Cabeceiras de Basto        | Federação de Braga                     | Braga            | Hugo Teixeira             | -                     |                         |
| Celorico de Basto          | Federação de Braga                     | Braga            | Hugo Teixeira             | Rui Teixeira          |                         |
| Esposende                  | Federação de Braga                     | Braga            | Hugo Teixeira             | Elisabete Costa       |                         |
| Fafe                       | Federação de Braga                     | Braga            | Hugo Teixeira             | Luís Pereira          |                         |
| Guimarães                  | Federação de Braga                     | Braga            | Hugo Teixeira             | Sérgio Salazar        |                         |
| Póvoa de Lanhoso           | Federação de Braga                     | Braga            | Hugo Teixeira             | Daniel Oliveira       |                         |
| Terras de Bouro            | Federação de Braga                     | Braga            | Hugo Teixeira             | -                     |                         |
| Vieira do Minho            | Federação de Braga                     | Braga            | Hugo Teixeira             | -                     |                         |
| Vila Nova de Famalicão     | Federação de Braga                     | Braga            | Hugo Teixeira             | Luís Silva            |                         |
| Vila Verde                 | Federação de Braga                     | Braga            | Hugo Teixeira             | -                     |                         |
| Vizela                     | Federação de Braga                     | Braga            | Hugo Teixeira             | -                     |                         |
|                            | Federação de Bragança                  | Bragança         | Caroline Pereira          | Alfândega da Fé       |                         |
| Bragança                   | Federação de Bragança                  | Bragança         | Caroline Pereira          | Vitória Barata        |                         |
| Carrazeda de Ansiães       | Federação de Bragança                  | Bragança         | Caroline Pereira          | -                     |                         |
| Freixo de Espada à Cinta   | Federação de Bragança                  | Bragança         | Caroline Pereira          | Ivo Caravau           |                         |
| Macedo de Cavaleiros       | Federação de Bragança                  | Bragança         | Caroline Pereira          | -                     |                         |
| Miranda do Douro           | Federação de Bragança                  | Bragança         | Caroline Pereira          | -                     |                         |
| Mirandela                  | Federação de Bragança                  | Bragança         | Caroline Pereira          | -                     |                         |
| Mogadouro                  | Federação de Bragança                  | Bragança         | Caroline Pereira          | Miguel Delgado        |                         |
| Torre de Moncorvo          | Federação de Bragança                  | Bragança         | Caroline Pereira          | Diogo de Oliveira     |                         |
| Vila Flor                  | Federação de Bragança                  | Bragança         | Caroline Pereira          | -                     |                         |
| Vimioso                    | Federação de Bragança                  | Bragança         | Caroline Pereira          | Marina Vaz            |                         |
| Vinhais                    | Federação de Bragança                  | Bragança         | Caroline Pereira          | -                     |                         |
|                            | Federação de Castelo Branco            | Castelo Branco   | Tiago Soares Monteiro     | Belmonte              | João Santos             |
| Castelo Branco             | Federação de Castelo Branco            | Castelo Branco   | Tiago Soares Monteiro     | João Patrício         |                         |
| Covilhã                    | Federação de Castelo Branco            | Castelo Branco   | Tiago Soares Monteiro     | Mariana Madeira       |                         |
| Fundão                     | Federação de Castelo Branco            | Castelo Branco   | Tiago Soares Monteiro     | José Encarnação       |                         |
| Idanha-a-Nova              | Federação de Castelo Branco            | Castelo Branco   | Tiago Soares Monteiro     | David Couchinho       |                         |
| Oleiros                    | Federação de Castelo Branco            | Castelo Branco   | Tiago Soares Monteiro     | -                     |                         |
| Penamacor                  | Federação de Castelo Branco            | Castelo Branco   | Tiago Soares Monteiro     | Guilherme Crucho      |                         |
| Proença-a-Nova             | Federação de Castelo Branco            | Castelo Branco   | Tiago Soares Monteiro     | Inês Mendonça         |                         |
| Sertã                      | Federação de Castelo Branco            | Castelo Branco   | Tiago Soares Monteiro     | Cláudio Santos        |                         |
| Vila de Rei                | Federação de Castelo Branco            | Castelo Branco   | Tiago Soares Monteiro     | -                     |                         |
| Vila Velha de Rodão        | Federação de Castelo Branco            | Castelo Branco   | Tiago Soares Monteiro     | -                     |                         |
|                            | Federação de Coimbra                   | Coimbra          | Daniel Azenha             |                       |                         |
|                            | Federação de Évora                     | Évora            | Tiago Pardal              |                       |                         |
|                            | Federação da Guarda                    | Guarda           | Miguel Will               |                       |                         |
|                            | Federação de Leiria                    | Leiria           | Diana Pais                |                       |                         |
| Região Autónoma da Madeira | Federação da Madeira                   | Funchal          | Pedro Calaça Vieira       |                       |                         |
|                            | Federação de Portalegre                | Portalegre       | João Pedro Meira          |                       |                         |
|                            | Federação do Porto                     | Porto            | Rui Teixeira              | Amarante              | Fábio Pacheco           |
| Baião                      | Federação do Porto                     | Porto            | Rui Teixeira              | Luís Pereira          |                         |
| Felgueiras                 | Federação do Porto                     | Porto            | Rui Teixeira              | Simão Miranda         |                         |
| Gondomar                   | Federação do Porto                     | Porto            | Rui Teixeira              | Gabriel Silva         |                         |
| Lousada                    | Federação do Porto                     | Porto            | Rui Teixeira              | Luís Cunha            |                         |
| Maia                       | Federação do Porto                     | Porto            | Rui Teixeira              | Pedro Gouveia         |                         |
| Marco de Canaveses         | Federação do Porto                     | Porto            | Rui Teixeira              | Bruna Carneiro        |                         |
| Matosinhos                 | Federação do Porto                     | Porto            | Rui Teixeira              | Beatriz Carvalho      |                         |
| Paços de Ferreira          | Federação do Porto                     | Porto            | Rui Teixeira              | Fernando Machado      |                         |
| Paredes                    | Federação do Porto                     | Porto            | Rui Teixeira              | Pedro Sousa           |                         |
| Penafiel                   | Federação do Porto                     | Porto            | Rui Teixeira              | Luís Barbosa          |                         |
| Porto                      | Federação do Porto                     | Porto            | Rui Teixeira              | Tiago Oliveira        |                         |
| Póvoa de Varzim            | Federação do Porto                     | Porto            | Rui Teixeira              | Ana Sampaio           |                         |
| Santo Tirso                | Federação do Porto                     | Porto            | Rui Teixeira              | Diogo Silva           |                         |
| Trofa                      | Federação do Porto                     | Porto            | Rui Teixeira              | Eduardo Ramos         |                         |
| Valongo                    | Federação do Porto                     | Porto            | Rui Teixeira              | Cecília Silva         |                         |
| Vila do Conde              | Federação do Porto                     | Porto            | Rui Teixeira              | Cláudia Marques       |                         |
| Vila Nova de Gaia          | Federação do Porto                     | Porto            | Rui Teixeira              | Diogo Silva           |                         |
|                            | Federação Regional do Oeste (FRO)      | Torres Vedras    | Rodrigo Silva             | Alenquer              | Guilherme Teixeirinha   |
| Cadaval                    | Federação Regional do Oeste (FRO)      | Torres Vedras    | Rodrigo Silva             | Rafael Almeida        |                         |
| Lourinha                   | Federação Regional do Oeste (FRO)      | Torres Vedras    | Rodrigo Silva             | Catarina Cruz         |                         |
| Sobral de Monte Agraço     | Federação Regional do Oeste (FRO)      | Torres Vedras    | Rodrigo Silva             | Paulo Gaspar          |                         |
| Torres Vedras              | Federação Regional do Oeste (FRO)      | Torres Vedras    | Rodrigo Silva             | Leonor Viega          |                         |
|                            | Federação de Santarém                  | Santarém         | Pedro Gomes               | Abrantes              |                         |
| Alcanena                   | Federação de Santarém                  | Santarém         | Pedro Gomes               |                       |                         |
| Almeirim                   | Federação de Santarém                  | Santarém         | Pedro Gomes               |                       |                         |
| Alpiarça                   | Federação de Santarém                  | Santarém         | Pedro Gomes               |                       |                         |
| Benavente                  | Federação de Santarém                  | Santarém         | Pedro Gomes               |                       |                         |
| Cartaxo                    | Federação de Santarém                  | Santarém         | Pedro Gomes               |                       |                         |
| Chamusca                   | Federação de Santarém                  | Santarém         | Pedro Gomes               |                       |                         |
| Constância                 | Federação de Santarém                  | Santarém         | Pedro Gomes               |                       |                         |
| Coruche                    | Federação de Santarém                  | Santarém         | Pedro Gomes               |                       |                         |
| Entroncamento              | Federação de Santarém                  | Santarém         | Pedro Gomes               |                       |                         |
| Ferreira do Zêzere         | Federação de Santarém                  | Santarém         | Pedro Gomes               |                       |                         |
| Golegã                     | Federação de Santarém                  | Santarém         | Pedro Gomes               |                       |                         |
| Mação                      | Federação de Santarém                  | Santarém         | Pedro Gomes               |                       |                         |
| Ourém                      | Federação de Santarém                  | Santarém         | Pedro Gomes               |                       |                         |
| Rio Maior                  | Federação de Santarém                  | Santarém         | Pedro Gomes               |                       |                         |
| Salvaterra de Magos        | Federação de Santarém                  | Santarém         | Pedro Gomes               |                       |                         |
| Sardoal                    | Federação de Santarém                  | Santarém         | Pedro Gomes               |                       |                         |
| Tomar                      | Federação de Santarém                  | Santarém         | Pedro Gomes               |                       |                         |
| Torres Novas               | Federação de Santarém                  | Santarém         | Pedro Gomes               |                       |                         |
| Vila Nova da Barquinha     | Federação de Santarém                  | Santarém         | Pedro Gomes               |                       |                         |
|                            | Federação de Setúbal                   | Setúbal          | Pedro Vasconcelos Almeida |                       |                         |
| Alcácer do Sal             | Federação de Setúbal                   | Setúbal          | Pedro Vasconcelos Almeida |                       |                         |
| Alcochete                  | Federação de Setúbal                   | Setúbal          | Pedro Vasconcelos Almeida |                       |                         |
| Almada                     | Federação de Setúbal                   | Setúbal          | Pedro Vasconcelos Almeida |                       |                         |
| Barreiro                   | Federação de Setúbal                   | Setúbal          | Pedro Vasconcelos Almeida |                       |                         |
| Grândola                   | Federação de Setúbal                   | Setúbal          | Pedro Vasconcelos Almeida |                       |                         |
| Moita                      | Federação de Setúbal                   | Setúbal          | Pedro Vasconcelos Almeida |                       |                         |
| Montijo                    | Federação de Setúbal                   | Setúbal          | Pedro Vasconcelos Almeida |                       |                         |
| Palmela                    | Federação de Setúbal                   | Setúbal          | Pedro Vasconcelos Almeida |                       |                         |
| Santiago do Cacém          | Federação de Setúbal                   | Setúbal          | Pedro Vasconcelos Almeida |                       |                         |
| Seixal                     | Federação de Setúbal                   | Setúbal          | Pedro Vasconcelos Almeida |                       |                         |
| Sesimbra                   | Federação de Setúbal                   | Setúbal          | Pedro Vasconcelos Almeida |                       |                         |
| Sines                      | Federação de Setúbal                   | Setúbal          | Pedro Vasconcelos Almeida |                       |                         |
|                            | Federação de Vila Real                 | Vila Real        | André Abrão               | Alijó                 |                         |
| Boticas                    | Federação de Vila Real                 | Vila Real        | André Abrão               |                       |                         |
| Chaves                     | Federação de Vila Real                 | Vila Real        | André Abrão               |                       |                         |
| Mesão Frio                 | Federação de Vila Real                 | Vila Real        | André Abrão               |                       |                         |
| Mondim de Basto            | Federação de Vila Real                 | Vila Real        | André Abrão               |                       |                         |
| Montalegre                 | Federação de Vila Real                 | Vila Real        | André Abrão               |                       |                         |
| Murça                      | Federação de Vila Real                 | Vila Real        | André Abrão               |                       |                         |
| Peso da Régua              | Federação de Vila Real                 | Vila Real        | André Abrão               |                       |                         |
| Ribeira de Pena            | Federação de Vila Real                 | Vila Real        | André Abrão               |                       |                         |
| Sabrosa                    | Federação de Vila Real                 | Vila Real        | André Abrão               |                       |                         |
| Santa Marta de Penaguião   | Federação de Vila Real                 | Vila Real        | André Abrão               |                       |                         |
| Valpaços                   | Federação de Vila Real                 | Vila Real        | André Abrão               |                       |                         |
| Vila Pouca de Aguiar       | Federação de Vila Real                 | Vila Real        | André Abrão               |                       |                         |
|                            | Federação de Viseu                     | Viseu            |                           | Armamar               |                         |
| Carregal do Sal            | Federação de Viseu                     | Viseu            |                           |                       |                         |
| Castro Daire               | Federação de Viseu                     | Viseu            |                           |                       |                         |
| Cinfães                    | Federação de Viseu                     | Viseu            |                           |                       |                         |
| Lamego                     | Federação de Viseu                     | Viseu            |                           |                       |                         |
| Mangualde                  | Federação de Viseu                     | Viseu            |                           |                       |                         |
| Moimenta da Beira          | Federação de Viseu                     | Viseu            |                           |                       |                         |
| Mortágua                   | Federação de Viseu                     | Viseu            |                           |                       |                         |
| Nelas                      | Federação de Viseu                     | Viseu            |                           |                       |                         |
| Oliveira de Frades         | Federação de Viseu                     | Viseu            |                           |                       |                         |
| Penalva do Castelo         | Federação de Viseu                     | Viseu            |                           |                       |                         |
| Penedono                   | Federação de Viseu                     | Viseu            |                           |                       |                         |
| Resende                    | Federação de Viseu                     | Viseu            |                           |                       |                         |
| Santa Comba Dão            | Federação de Viseu                     | Viseu            |                           |                       |                         |
| São João da Pesqueira      | Federação de Viseu                     | Viseu            |                           |                       |                         |
| São Pedro do Sul           | Federação de Viseu                     | Viseu            |                           |                       |                         |
| Sátão                      | Federação de Viseu                     | Viseu            |                           |                       |                         |
| Sernancelhe                | Federação de Viseu                     | Viseu            |                           |                       |                         |
| Tabuaço                    | Federação de Viseu                     | Viseu            |                           |                       |                         |
| Tarouca                    | Federação de Viseu                     | Viseu            |                           |                       |                         |
| Tondela                    | Federação de Viseu                     | Viseu            |                           |                       |                         |
| Vila Nova de Paiva         | Federação de Viseu                     | Viseu            |                           |                       |                         |
| Viseu                      | Federação de Viseu                     | Viseu            |                           |                       |                         |
| Vouzela                    | Federação de Viseu                     | Viseu            |                           |                       |                         |

## Organização, Estrutura e Organização Setorial

### Organização Setorial
A Juventude Socialista possui 3 divisões setoriais, os Jovens Autarcas Socialistas, os Estudantes Socialistas e a Tendência Sindical Jovem Socialista.

#### Jovens Autarcas Socialistas
Para além destas estruturas, a Jovens Autarcas Socialistas (JAS), anteriormente Associação Nacional dos Jovens Autarcas Socialistas (ANJAS), coordena a atuação dos eleitos locais da JS nas freguesias e municípios, difundindo boas práticas e auxiliando a coordenação política ao nível do poder local.

#### Estudantes Socialistas
A Estudantes Socialistas (ES), anteriormente Organização dos Estudantes Socialistas, é a estrutura representativa de todos os estudantes filiados na Juventude Socialista e organiza-se em estruturas de escola, federativas e a nível nacional. Fruto das alterações estatutárias introduzidas no final de 2014, a estrutura funde na mesma organização as anteriores Organização Nacional de Estudantes Socialistas do Ensino Superior (ONESES) e a Organização Nacional de Estudantes Socialistas do Ensino Básico e Secundário (ONESEBS).
A ES é responsável por se pronunciar sobre as linhas gerais de orientação e intervenção política da JS nas áreas de Política Educativa, contribuir para a articulação da intervenção nacional da JS nos Estabelecimentos de Ensino, nomeadamente através da formulação de propostas aos demais órgãos da Juventude Socialista e gerir a rede nacional de Federações e de Núcleos de Estudantes Socialistas.
Os Núcleos de Estudantes Socialistas (NES) têm por objectivo representar a Juventude Socialista nas instituições de Ensino onde estão inseridos, nomeadamente através do estímulo ao debate político e da difusão do programa e decisões da Juventude Socialista. Por outro lado, cada NES é livre de promover as actividades que entender adequadas, bem como pronunciar-se acerca dos assuntos respeitantes ao Estabelecimento onde se insere, em articulação com a OES e com a sua Federação, quando esta exista.

#### Jovens Trabalhadores Socialistas
Desenvolve a ação política direcionada para o emprego e sindicalismo.

#### Tendência Sindical Jovem Socialista
Mais recentemente, a JS criou a sua Tendência Sindical Jovem Socialista, procurando integrar numa estrutura nacional os núcleos na área do emprego e sindicalismo.

## Relações Internacionais
No plano externo, a JS é membro fundador da organização europeia de jovens socialistas ECOSY (agora denominada YES - Young European Socialists), estando particularmente empenhada no aprofundamento do projeto Europeu e no reforço das suas componentes democráticas e sociais.
Atuando em defesa de uma ordem internacional baseada nos princípios da Carta das Nações Unidas, a JS é ainda membro da IUSY - International Union of Socialist Youth e tem reforçado a sua intervenção na cooperação entre organizações dos países de língua portuguesa e do espaço ibero-americano.